# Gornji Popovac
Gornji Popovac je naselje u Republici Hrvatskoj, u sastavu grada Slunja, Karlovačka županija. 

## Stanovništvo
Prema popisu stanovništva iz 2001. godine, naselje je imalo 181 stanovnika te 65 obiteljskih kućanstava.

Prema popisu stanovništva 2011. godine naselje je imalo 176 stanovnika.
| broj stanovnika | 286   | 246   | 204   | 229   | 290   | 247   | 226   | 282   | 193   | 271   | 261   | 264   | 511   | 453   | 181   | 176   | 146   |
|                 | 1857. | 1869. | 1880. | 1890. | 1900. | 1910. | 1921. | 1931. | 1948. | 1953. | 1961. | 1971. | 1981. | 1991. | 2001. | 2011. | 2021. |